# Shōji Jō
Shoji Jo (城 彰二 Jō Shōji?,  Muroran, Hokkaidō, 17 de junio de 1975) es un exfutbolista japonés. Jugaba en la posición de delantero y su primer equipo fue el JEF United Ichihara. Fue internacional con la selección japonesa, disputando la Copa Asiática 1996, los Juegos Olímpicos de Atlanta 1996, el Mundial de Francia 1998 y la Copa América 1999. En el total de sus 27 participaciones internacionales, anotó un total de 7 goles.
Tras seis años de carrera en Japón, en enero de 2000 fue cedido al Real Valladolid Club de Fútbol, por lo que se convirtió en el primer futbolista japonés en militar en la Primera División española y el tercero en disputar alguna liga profesional española tras Sotaro Yasunaga, que jugó en la desaparecida Unió Esportiva Lleida en 1997 y Nobuyuki Zaizen, integrante del también desaparecido C. D. Logroñés ese mismo año. Disputó 15 partidos y anotó dos goles, ambos en su debut frente al Real Oviedo, pero una lesión de rodilla truncó su progresión en España. Tras su vuelta al país nipón, se mantuvo otros seis años en el deporte de élite, retirándose finalmente en 2006.

## Clubes
| Club                | Año           | Goles                 |
| ------------------- | ------------- | --------------------- |
| JEF United Ichihara | 1994–1996     | 35 (en 99 partidos)   |
| Yokohama F. Marinos | 1997–1999     | 55 (en 77 partidos)   |
| Real Valladolid     | 2000          | 2 (en 15 partidos)    |
| Yokohama F. Marinos | 2000–2001     | 4 (en 29 partidos)    |
| Vissel Kobe         | 2002          | 1 (en 25 partidos)    |
| Yokohama FC         | 2003-2006     | 44 (en 151 partidos)  |
| Total carrera       | Total carrera | 141 (en 396 partidos) |

## Estadísticas

### Selección nacional
Fuente:
| Selección de Japón | Selección de Japón | Selección de Japón |
| Año                | Part.              | Goles              |
| ------------------ | ------------------ | ------------------ |
| 1995               | 1                  | 0                  |
| 1996               | 3                  | 0                  |
| 1997               | 13                 | 4                  |
| 1998               | 10                 | 1                  |
| 1999               | 5                  | 0                  |
| 2000               | 2                  | 2                  |
| 2001               | 1                  | 0                  |
| Total              | 35                 | 7                  |

#### Participaciones en fases finales
| Torneo                         | Sede                   | Resultado        | Partidos | Goles |
| ------------------------------ | ---------------------- | ---------------- | -------- | ----- |
| Juegos Olímpicos de 1996       | Atlanta                | Primera fase     | 3        | 0     |
| Copa Asiática 1996             | Emiratos Árabes Unidos | Cuartos de final | 2        | 0     |
| Copa Mundial de Fútbol de 1998 | Francia                | Primera fase     | 3        | 0     |
| Copa América 1999              | Paraguay               | Primera fase     | 3        | 0     |
| Total carrera                  | Total carrera          | Total carrera    | 11       | 0     |